# تشارلي سترونج
تشارلي سترونج (بالإنجليزية: Charlie Strong)‏ هو مدير فني أمريكي، ولد في 2 أغسطس 1960 في بيتسفيل في الولايات المتحدة.